# Stockbridge, Hampshire
Stockbridge är en småstad och civil parish i grevskapet Hampshire i södra England. Staden ligger i distriktet Test Valley vid floden Test, cirka 14 kilometer nordväst om Winchester. Tätorten (built-up area) hade 759 invånare vid folkräkningen år 2021.